# التحام جزيئي

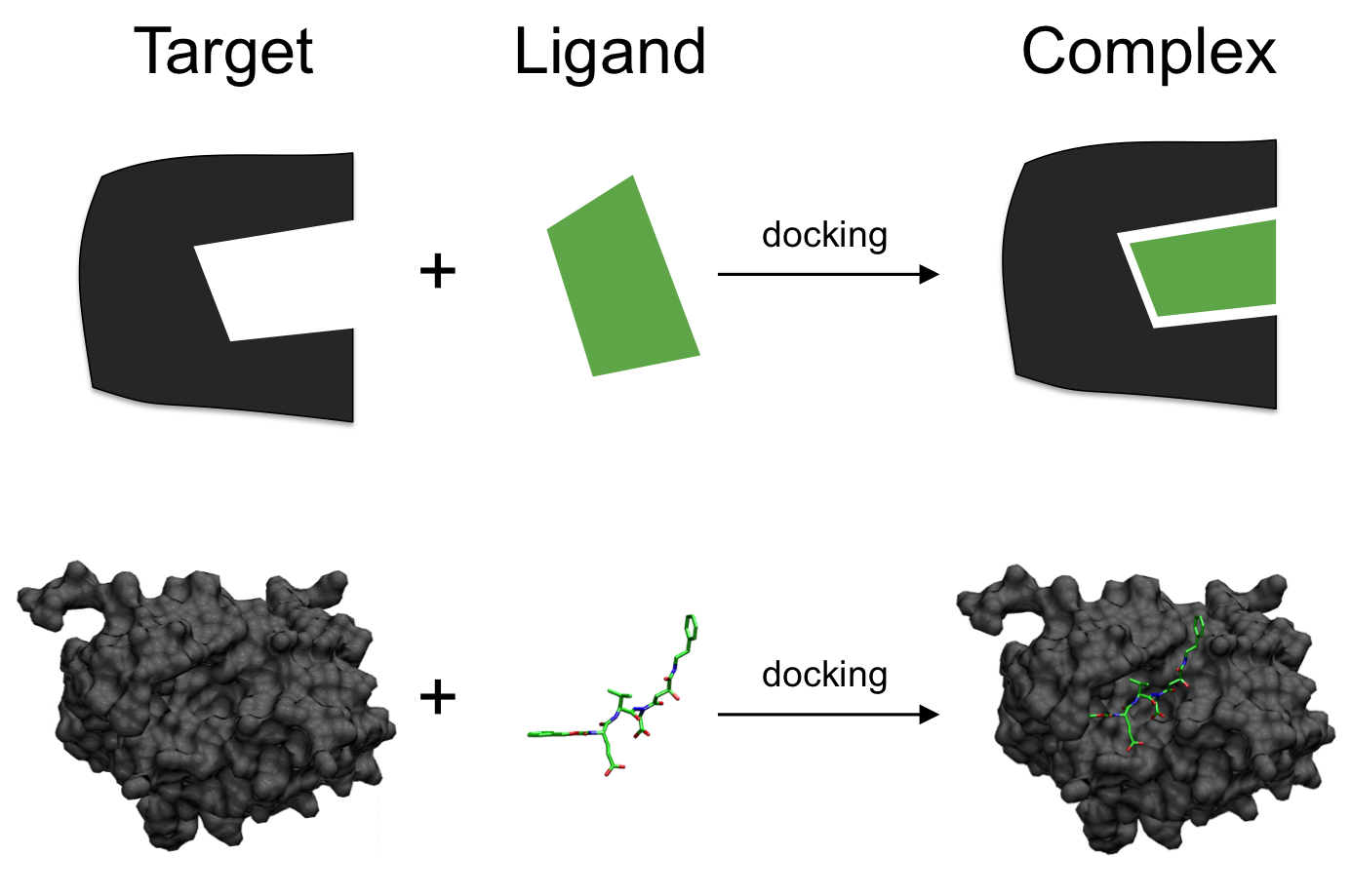
مخطط توضيحي لالتحام ربيطة جزيئية صغيرة (أخضر) ببروتين مستهدف (أسود) لإنتاج مركب مستقر.

الالتحام الجزيئي (بالإنجليزية: molecular docking)‏ في مجال النمذجة الجزئية هي طريقة تتنبأ بالاتجاه المفضل لأحد الجزيئين بالنسبة للثاني عند ارتباطهما ببعضهما لتشكيل مركب. معرفة الاتجاه المفضل قد تُستخدم في التنبؤ بقوة الاقتران أو ألفة الارتباط بين الجزيئات باستخدام دوال الحرز مثلا.
يلعب الارتباط بين الجزيئات الحيوية ذات الصلة مثل البروتينات، الببتيدات، الأحماض النووية، السكريات والليبيدات دورا رئيسا في توصيل الإشارة. فضلا عن ذلك، يمكن أن يؤثر الاتجاه النسبي للجزيئين المتآثرين على نوع الإشارة الناتجة (كمثال: ناهضة ومناهضة) وعليه فإن الالتحام مفيد في التنبؤ بكل من قوة ونوع الإشارة المنتجة.
الالتحام الجزيئي هي إحدى الطرق الأكثر استخداما في تصميم الداوء المبني على البنية نظرا لقدرتها على التنبؤ بهيئة الارتباط الخاصة بالربائط الجزيئية الصغيرة بالنسبة لموقع الارتباط المستهدف المناسب. يلعب توصيف سلوك الارتباط دورا مهما في التصميم المنطقي للدواء وكذلك في توضيح العمليات الكيميائية الحيوية الأساسية.